# André François
André François, pe numele adevărat André Farkas, (n. 9 noiembrie 1915 – d. 11 aprilie 2005) a fost un grafician și ilustrator de cărți pentru copii (cartoonist) francez, de origine ungară, născut la Timișoara.

## Biografia
Născut în 1915 la Timișoara (atunci parte a imperiului Austro-Ungar) dintr-o familie de evrei, se transferă la Paris în 1934 unde urmează cursurile la Academia de Artă apoi devine elevul marelui grafician Cassandre. În 1939 primește cetățenia franceză.
Pictor, sculptor, cartoonist, grafician (realizează sute de desene publicitare), este cunoscut mai ales ca un mare ilustrator. Desenează coperțile unor importante reviste englezești, franțuzești, elvețiene, americane, printre care și "Punch", "New Yorker", "Nouvel Observateur". Ilustrează numeroase cărți, romane și cărți de povești a unor autori precum Jacques Prévert sau François David.
Desenul său avea un gust surreal și un umorism ironic, comparat cu cel al lui Saul Steinberg.
În decembrie 2002 un incendiu izbucnește în atelierul său și distruge toate lucrările, întrerupând brusc cariera artistului. André François moare pe 11 aprilie 2005 în casa sa din Grisy-les-Plâtres, Franța.